# 1340년

## 연호
- 원(元) 지원(至元) 6년
- 일본(日本) 남조(南朝) 엔겐(延元) 5년 / 고코쿠(興国) 원년
- 일본(日本) 북조(北朝) 랴쿠오(暦応) 3년
- 쩐 왕조(陳朝) 카이흐우(開佑) 12년

## 기년
- 원(元) 혜종(惠宗) 8년
- 고려(高麗) 충혜왕(忠惠王) 복위 원년
- 쩐 왕조(陳朝) 헌종(憲宗) 12년

## 사건
- 1월 26일 - 영국의 에드워드 3세가 자신을 프랑스의 왕으로 선포했다.
- 6월 24일 - 백년전쟁의 주요 해전중 하나인 슬로이스 해전에서 잉글랜드 해군이 프랑스 해군을 괴멸시켰다.
- 10월 30일 - 레콩키스타 후기의 주요 전투인 살라도 전투가 일어났다.

## 탄생
- 잉글랜드 제1대 랭커스터 공작 곤트의 존

## 사망
- 원나라의 재상 메르키트 바얀
- 4월 29일(음력 4월 3일) - 고려 충숙왕의 후궁 수비 권씨.